# 傅景文
傅景文，中华人民共和国政治人物。
担任武汉市工业劳模。1954年，当选第一届全国人民代表大会代表。